# George M. Sullivan Arena
Die George M. Sullivan Arena (kurz: Sullivan Arena) ist eine Mehrzweckhalle in der US-amerikanischen Stadt Anchorage im Bundesstaat Alaska.

## Geschichte
Die Grundsteinlegung für das Gebäude fand im August 1981 statt. Am 8. Februar 1983 wurde die Halle eröffnet. Die Baukosten beliefen sich auf rund 25 Mio. US-Dollar. Die Architekten Luckman und Harold Wirum entwarfen die Veranstaltungsstätte, die nach dem ehemaligen Bürgermeister von Anchorage, George M. Sullivan (1922–2009), benannt wurde. Die Halle mit einer maximalen Kapazität von 8.935 Zuschauern wird hauptsächlich für die Sportarten Eishockey, Basketball, Boxen und Wrestling genutzt. Das NCAA-Eishockeyteam der University of Alaska Anchorage, die Alaska Anchorage Seawolves, sind seit 1983 in der Halle ansässig. Von 1989 bis 2017 trug die Eishockeymannschaft der Alaska Aces hier in verschiedenen Ligen ihre Heimspiele aus. Seit 2018 ist das Franchise in Portland, Maine als Maine Mariners, beheimatet. Die Arena-Footballmannschaft der Alaska Wild (IFL / IFL) verbrachte vier Spielzeiten von 2007 bis 2010 in der Sullivan Arena.
Neben dem Sport finden u. a. Konzerte, Messen und Ausstellungen in der Sullivan Arena statt.